# Pfarrkirche St. Andrä im Sausal

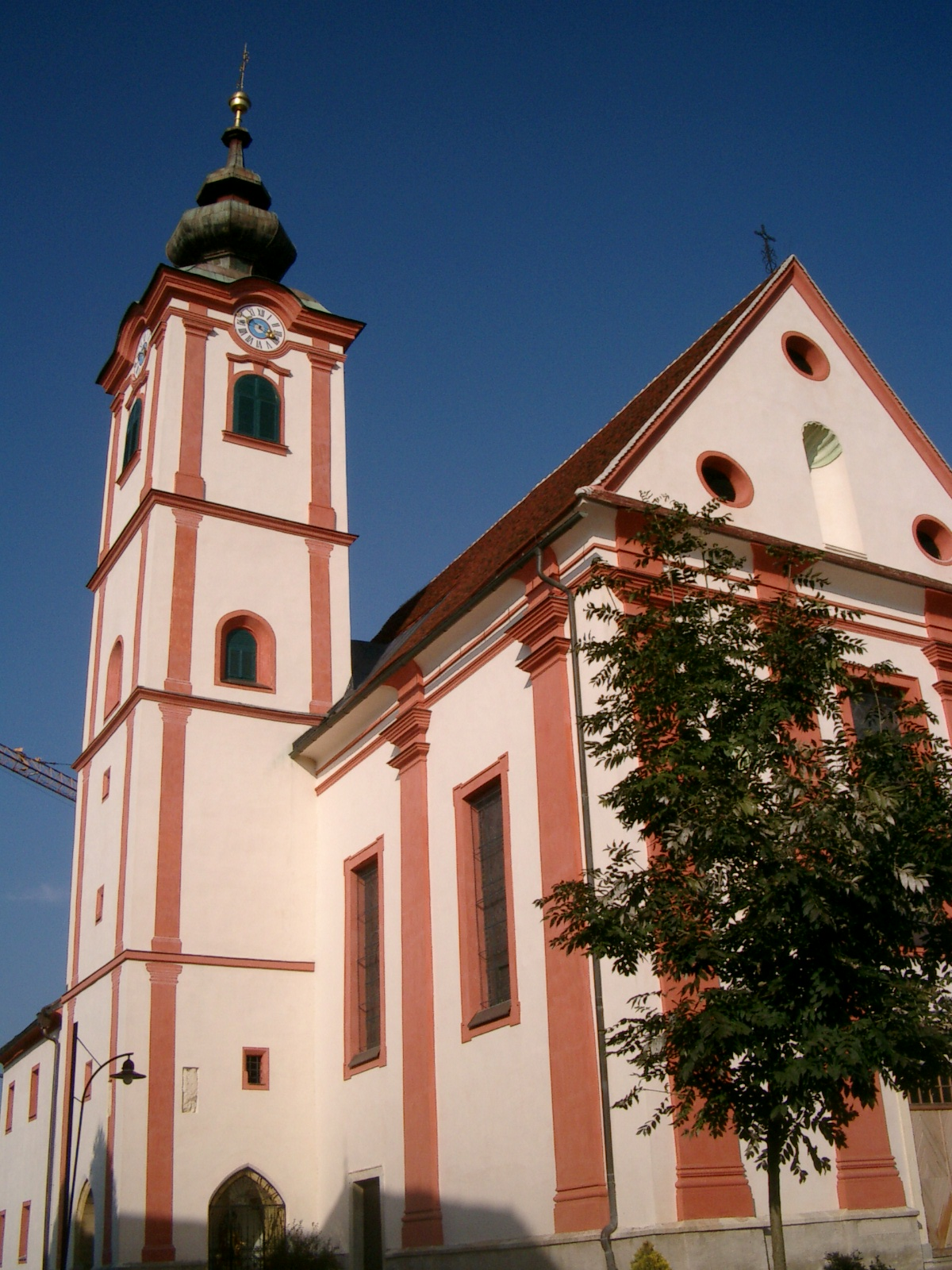
Kath. Pfarrkirche hl. Andreas in St. Andrä im Sausal

Die römisch-katholische Pfarrkirche St. Andrä im Sausal steht im Ort St. Andrä im Sausal in der Gemeinde Sankt Andrä-Höch im Bezirk Leibnitz in der Steiermark. Die auf den heiligen Andreas geweihte Pfarrkirche gehörte bis Ende August 2018 zum dann aufgelösten Dekanat Deutschlandsberg in der Diözese Graz-Seckau, seit Auflassung dieses Dekanates liegt sie im Seelsorgeraum Südweststeiermark. Die Kirche steht unter Denkmalschutz.

## Geschichte

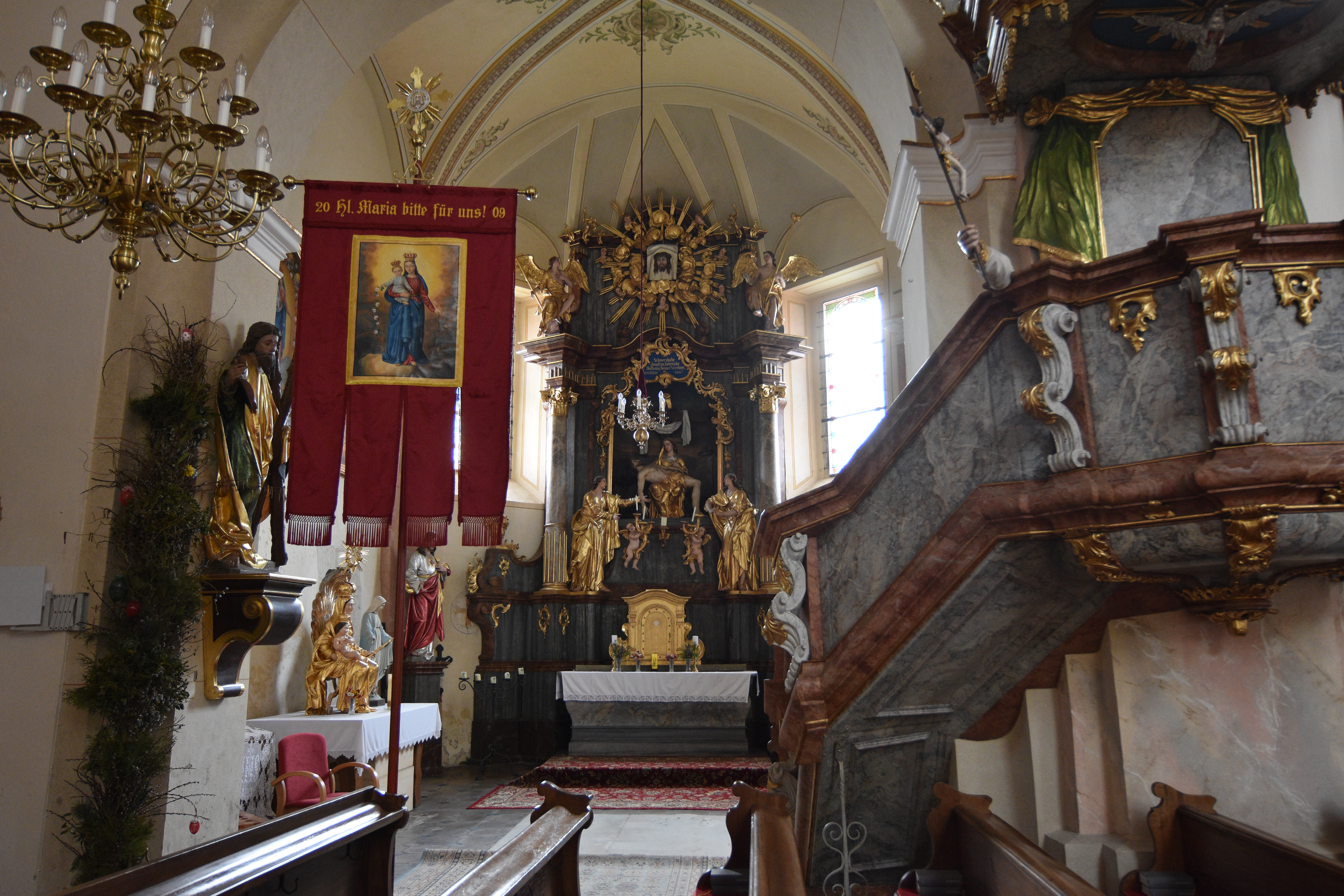
Pfarrkirche St Andrä im Sausal, Ostkapelle

Eine Kapelle wurde 1244 urkundlich genannt. Vom gotischen Kirchenbau sind noch der Chor, heute die Ostkapelle, und der Turm erhalten. Der nach Norden orientierte Kirchenneubau wurde von 1720 bis 1723 mit dem Architekten Andreas Stengg erbaut. 1972 wurde die Kirche außen restauriert.

## Architektur
Das dreijochige Langhaus zeigt im tieferen nördlichen Joch die Ausdehnung des ehemaligen gotischen Langhauses. Der Fronbogen ist eingezogen. Der eingezogene einjochige Chor hat einen Dreiachtelschluss. Die Kirche hat Kreuzgratgewölbe auf Gurten auf gestuften Wandpilastern mit toskanischen Kapitellen. Die Westempore ist dreiachsig. Der Turm westlich des nördlichen Langhausjoches ist viergeschoßig, die drei unteren Geschoße sind gotisch, das oberste Geschoß ist barock und trägt eine Doppelzwiebel.

## Ausstattung

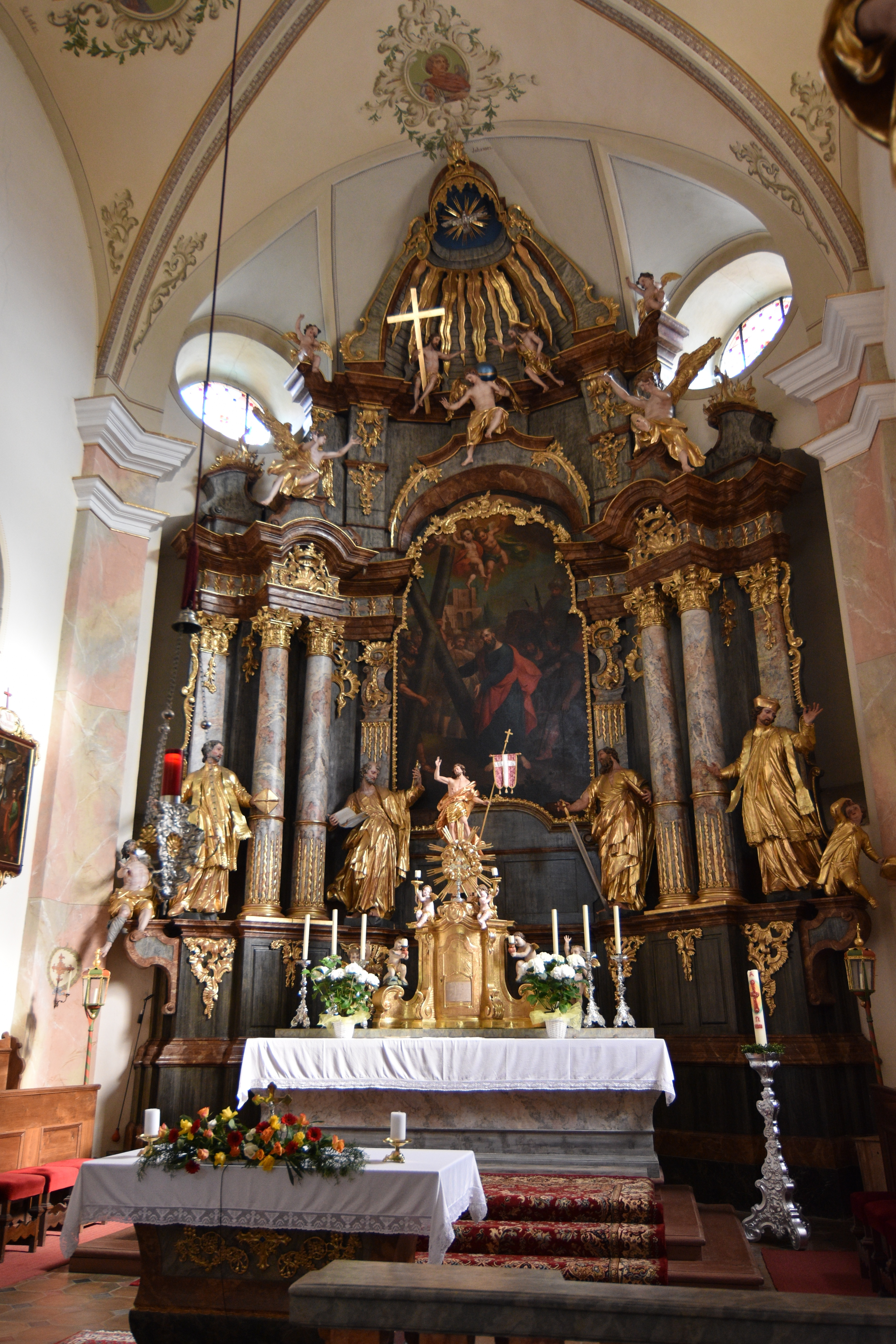
Altar der Pfarrkirche St Andrä im Sausal

Der Hochaltar, den ganzen Chorschluss einnehmend, trägt Statuen vom Bildhauer Veit Königer aus 1758, und zeigt ein Altarblatt mit der Signatur Philipp Carl Laubmann pinxit Graecii in einem reichen Rokoko-Ornament. Die Orgel aus 1747 stammt von Gottfried Sonnholz.